# Xoria
Xoria är ett släkte av fjärilar. Xoria ingår i familjen nattflyn.
Kladogram enligt Catalogue of Life:
| Xoria | \| \| Xoria filifera \| \| \| \| \| \| Xoria orthogramma \| \| \| \| |
|       | \| \| Xoria filifera \| \| \| \| \| \| Xoria orthogramma \| \| \| \| |
|       | Xoria filifera                                                       |
|       |                                                                      |
|       | Xoria orthogramma                                                    |
|       |                                                                      |